# اندی رادیک
اندرو استفان "اندی" رادیک (به انگلیسی: Andrew Stephen "Andy" Roddick) (زاده ۳۰ اوت ۱۹۸۲) بازیکن پیشین تنیس حرفه‌ای جهان است که پیش‌تر رتبه یک تنیس دنیا را نیز در اختیار داشته‌است. او در سال ۲۰۰۳ در یو اس اوپن موفق به شکست دادن کارلوس فررو اسپانیایی شد و به مقام قهرمانی یک گرند اسلم رسید و به عنوان آخرین تنیسور از آمریکای شمالی است که موفق به کسب قهرمانی در این رقابت‌ها شده‌است.
او با بروکلین دکر شناگر و مدل و بازیگر آمریکایی ازدواج کرده‌است.

## زندگی
اندی رادیک در اوهاما نبراسکا آمریکا به دنیا آمد، او با ۱/۸۷ قد و وزن ۸۸ کیلوگرم از سال ۲۰۰۰ به صورت حرفه‌ای در حال بازی تنیس است. نام پدرش جری و مادرش بلانش است و دو برادر دیگر هم دارد. او در طول دوران ورزشی‌اش ۲۲ قهرمانی که یکی از آنها گرند اسلم بود را کسب کرد و به مدت ۱۳ هفته به عنوان رتبه یک تنیسورهای جهان خود را تثبیت کرد.

## امار ورزشی

### مسابقه‌های گرند اسلم
| رقابت                 | ۲۰۰۰ | ۲۰۰۱ | ۲۰۰۲ | ۲۰۰۳ | ۲۰۰۴ | ۲۰۰۵ | ۲۰۰۶ | ۲۰۰۷ | ۲۰۰۸ | ۲۰۰۹ | ۲۰۱۰ | ۲۰۱۱ | ۲۰۱۲ | SR     | برد-باخت |
| --------------------- | ---- | ---- | ---- | ---- | ---- | ---- | ---- | ---- | ---- | ---- | ---- | ---- | ---- | ------ | -------- |
| رقابت‌های گرند اسلم    |      |      |      |      |      |      |      |      |      |      |      |      |      |        |          |
| اپن استرالیا          | A    | A    | 2R   | SF   | QF   | SF   | 4R   | SF   | 3R   | SF   | QF   | 4R   | 2R   | ۰ / ۱۱ | ۳۸–۱۱    |
| اپن فرانسه            | A    | 3R   | 1R   | 1R   | 2R   | 2R   | 1R   | 1R   | A    | 4R   | 3R   | A    | 1R   | ۰ / ۱۰ | ۹–۱۰     |
| مسابقات تنیس ویمبلدون | A    | 3R   | 3R   | SF   | F    | F    | 3R   | QF   | 2R   | F    | 4R   | 3R   |      | ۰ / ۱۱ | ۳۹–۱۱    |
| آزاد آمریکا           | 1R   | QF   | QF   | W    | QF   | 1R   | F    | QF   | QF   | 3R   | 2R   | QF   |      | ۱ / ۱۲ | ۴۰–۱۱    |
| برد-باخت              | ۰–۱  | ۸–۳  | ۷–۴  | ۱۷–۳ | ۱۵–۴ | ۱۲–۴ | ۱۱–۴ | ۱۳–۴ | ۷–۳  | ۱۶–۴ | ۱۰–۴ | ۹–۳  | ۱–۱  | ۱ / ۴۳ | ۱۲۶–۴۲   |

Finals: 5 (1 title, 4 runners-up)
| Outcome   | سال  | قهرمانی          | Surface | حریف             | زده                                 |
| --------- | ---- | ---------------- | ------- | ---------------- | ----------------------------------- |
| Winner    | ۲۰۰۳ | آزاد آمریکا      | Hard    | خوان کارلوس فررو | ۶–۳، ۷–۶(۷–۲), ۶–۳                  |
| Runner-up | ۲۰۰۴ | قهرمانی ویمبلدون | Grass   | راجر فدرر        | ۶–۴، ۵–۷، ۶–۷(۳–۷), ۴–۶             |
| Runner-up | ۲۰۰۵ | قهرمانی ویمبلدون | Grass   | راجر فدرر        | ۲–۶، ۶–۷(۲–۷), ۴–۶                  |
| Runner-up | ۲۰۰۶ | آزاد آمریکا      | Hard    | راجر فدرر        | ۲–۶، ۶–۴، ۵–۷، ۱–۶                  |
| Runner-up | ۲۰۰۹ | قهرمانی ویمبلدون | Grass   | راجر فدرر        | ۷–۵، ۶–۷(۶–۸), ۶–۷(۵–۷), ۶–۳، ۱۴–۱۶ |

### مسابقه‌های مسترز
Finals: 9 (5 titles, 4 runners-up)
| Outcome   | Year | Championship   | Surface | Opponent         | Score                    |
| --------- | ---- | -------------- | ------- | ---------------- | ------------------------ |
| Runner-up | ۲۰۰۲ | Montreal       | Hard    | گیرمو کاناس      | ۴–۶، ۵–۷                 |
| Winner    | ۲۰۰۳ | Montreal       | Hard    | دیوید نعلبندیان  | ۶–۱، ۶–۳                 |
| Winner    | ۲۰۰۳ | Cincinnati     | Hard    | مردی فیش         | ۴–۶، ۷–۶(۷–۳), ۷–۶(۷–۴)  |
| Winner    | ۲۰۰۴ | Miami          | Hard    | گیرمو کوریا      | ۶–۷(۲–۷), 6–3, 6–1, ret. |
| Runner-up | ۲۰۰۴ | Toronto        | Hard    | راجر فدرر        | ۵–۷، ۳–۶                 |
| Runner-up | ۲۰۰۵ | Cincinnati     | Hard    | راجر فدرر        | ۳–۶، ۵–۷                 |
| Winner    | ۲۰۰۶ | Cincinnati (2) | Hard    | خوان کارلوس فررو | ۶–۳، ۶–۴                 |
| Runner-up | ۲۰۱۰ | Indian Wells   | Hard    | ایوان لیوبیچیچ   | ۶–۷(۳–۷), ۶–۷(۵–۷)       |
| Winner    | ۲۰۱۰ | Miami (2)      | Hard    | توماش بردیچ      | ۷–۵، ۶–۴                 |

### رکوردها
- این نتایج از بازیهای تنیس اپن بدست امده‌است.

| قهرمانی       | سال ها | رکوردهای کسب کرده                                         | Player tied  |
| Wimbledon     | 2009   | 39 games won in a Grand Slam final                        | Stands alone |
| تور جهانی ATP | 2007   | 18 consecutive tiebreaks won                              | Stands alone |
| یو اس اپن     | ۲۰۰۴   | سریعترین بازیکن در مسابقات گرند اسلم Grand Slam (152 mph) | Stands alone |